# Steinsdorf (Neuzelle)
Steinsdorf (niedersorbisch Šćenjojce) ist ein Ortsteil der Gemeinde Neuzelle im Landkreis Oder-Spree in Brandenburg.

## Geografie und Verkehrsanbindung
Der Ort liegt an der L 45, die B 112 verläuft am östlichen Ortsrand. Unweit östlich liegt die Bahnstation Coschen.
Unweit östlich erhebt sich der 94 m hohe Weinberg und verläuft die Landesgrenze zu Polen.

## Sehenswürdigkeiten

### Baudenkmale
In der Liste der Baudenkmale in Neuzelle ist für Steinsdorf ein Baudenkmal aufgeführt:
- Die im Jahr 1749 erbaute Dorfkirche, ein Fachwerkbau mit hölzernem Dachturm, wurde 1963/64 restauriert.[3]

### Landschaftsschutzgebiete
In der näheren Umgebung von Steinsdorf  liegen diese Landschaftsschutzgebiete:
- östlich der Göhlensee
- südlich die Gubener Fließtäler

(siehe auch Liste der Landschaftsschutzgebiete in Brandenburg)